# 我的蛋男情人
《我的蛋男情人》（英語：My Egg Boy），是一部2016年台灣浪漫愛情喜劇電影。由林依晨、鳳小岳領銜主演。台灣於2016年9月23日上映。
2017年2月1日、2月11日、5月14日於東森電影台播出。為台灣首部遠征北極圈實地拍攝的愛情電影。

## 劇情簡介
《我的蛋男情人》故事描述現代都會女性努力工作、愛情卻亮起紅燈。只是想要幸福的小小渴望，卻必須面對與時間賽跑的困境。曾梅寶（林依晨 飾）相信冷凍食品可以安慰許多無法享受新鮮食物的人，也期待著愛情能像被冷藏的食物靜止住保存期限。深信冷凍能為自己的青春爭取時間、尋找真命天子。偏偏卻遇上新鮮至上，對愛情只相信此時此刻的阿始（鳳小岳 飾），當「冷凍」的深情 遇上「新鮮」的熱情，一場愛情保存期限的浪漫論戰就此展開！

## 演員陣容

### 主要演員
| 演員姓名 | 角色名稱 | 介紹                                     |
| 林依晨   | 曾梅寶   | 冷凍食品廠員工，對冷凍食品有種特殊情懷。 |
| 鳳小岳   | 阿始     | 知名餐廳老闆兼主廚，最討厭冷凍食品。     |
| 詹懷雲   | 蛋男     | 梅寶的卵子                               |
| 程予希   | 蛋女     | 阿始的精子                               |

### 其他演員
| 演員姓名           | 角色名稱   | 介紹                                                                           |
| 張真菡             | 真菡       | 冷凍食品廠員工，梅寶同事。                                                     |
| 百白 （白文鳥）    |            | 冷凍食品廠員工，梅寶同事。                                                     |
| 宇珊 （Popu Lady） | 珊珊       | 冷凍食品廠員工，梅寶同事。                                                     |
| 賴澔哲             | 小賴       | 冷凍食品廠員工，梅寶同事。                                                     |
| 邱苡晰             | 小梅寶     |                                                                                |
| 傅孟柏             |            | 阿始餐廳員工                                                                   |
| 毛弟 （JPM）       | 精子       | 有錢男性的精子                                                                 |
| SpeXial-風田       | 卵子       | 日本卵子(風田本人親口在《國光幫幫忙之大哥是對》主持的時候有講到自己是飾演卵子) |
| 大文 （白文鳥）    | 胖蛋       |                                                                                |
| 錢俞安             | 卵子(壞蛋) |                                                                                |

### 客串演出
| 演員姓名   | 角色名稱          | 介紹                       |
| 蔡函岑     | 護士              |                            |
| 金燕玲     |                   | 梅寶母親                   |
| 黃鐙輝     | 超市經理          |                            |
| 謝盈萱     | 起爭執貴婦        | 精卵銀行客戶               |
| 李烈       | 阿始診所醫生      | 醫生                       |
| 吳念真     | 凍卵診所醫生/老蛋 | 冷凍精卵老闆、資深卵子     |
| 柯有倫     | Phil              | 阿始從高中就認識的好朋友。 |
| 宥勝       |                   | 梅寶前男友                 |
| 路嘉欣     |                   | Phil妻子                   |
| 陳竹昇     | 送貨員            |                            |
| 大西由希也 | 美食家            |                            |

## 電影歌曲
| 曲別        | 歌名                            | 演唱者    | 作詞                           | 作曲   |
| 主題曲      | 寵兒                            | 林宥嘉    | 陳信延                         | 丁世光 |
| 插曲/片尾曲 | Søulмaтe （页面存档备份，存于） | I Mean Us | 楊大彥、楊力龢、梁丹郡、章尚群 | 梁丹郡 |

## 工作人員
- 出品人：
- 製片人：陳寶旭
- 導演：傅天余
- 編劇：傅天余
- 製作公司：逆光電影

## 外部連結
- 我的蛋男情人的Facebook專頁
- 香港影庫上《我的蛋男情人》的資料（繁體中文）
- Yahoo奇摩電影上《我的蛋男情人》的資料（繁體中文）
- 開眼電影網上《我的蛋男情人》的資料（繁體中文）
- 豆瓣电影上《我的蛋男情人》的資料 （简体中文）
- AllMovie上《我的蛋男情人》的资料（英文）
- 互联网电影数据库（IMDb）上《我的蛋男情人》的资料（英文）